# Agnes Pechuel-Lösche
Agnes Pechuel-Lösche, auch Agnes Johannsen (* 21. Mai 1888 in Husum; † nach 1956), war eine deutsche Malerin und Kunstgewerblerin.

## Leben

### Familie
Agnes Pechuel-Lösche war eine Tochter des Journalisten und Schriftstellers Albert Johannsen (* 14. Dezember 1850 in Rantrum; † 28. November 1909 in Husum) und dessen Ehefrau Marie (* 17. April 1867 in Husum; † 8. Juni 1956 ebenda), Tochter von Peter Thomas Ludwig Petersen; zu ihren drei Geschwistern gehörte unter anderem der Maler Albert Johannsen (1890–1975).

### Werdegang
Agnes Pechuel-Lösche erhielt ihren ersten Zeichenunterricht in Husum bei Jan Hamkens (1863–1918) und besuchte darauf seit 1907 die Weimarer Kunstschule, die als erste staatliche Malschule auch Frauen aufnahm.

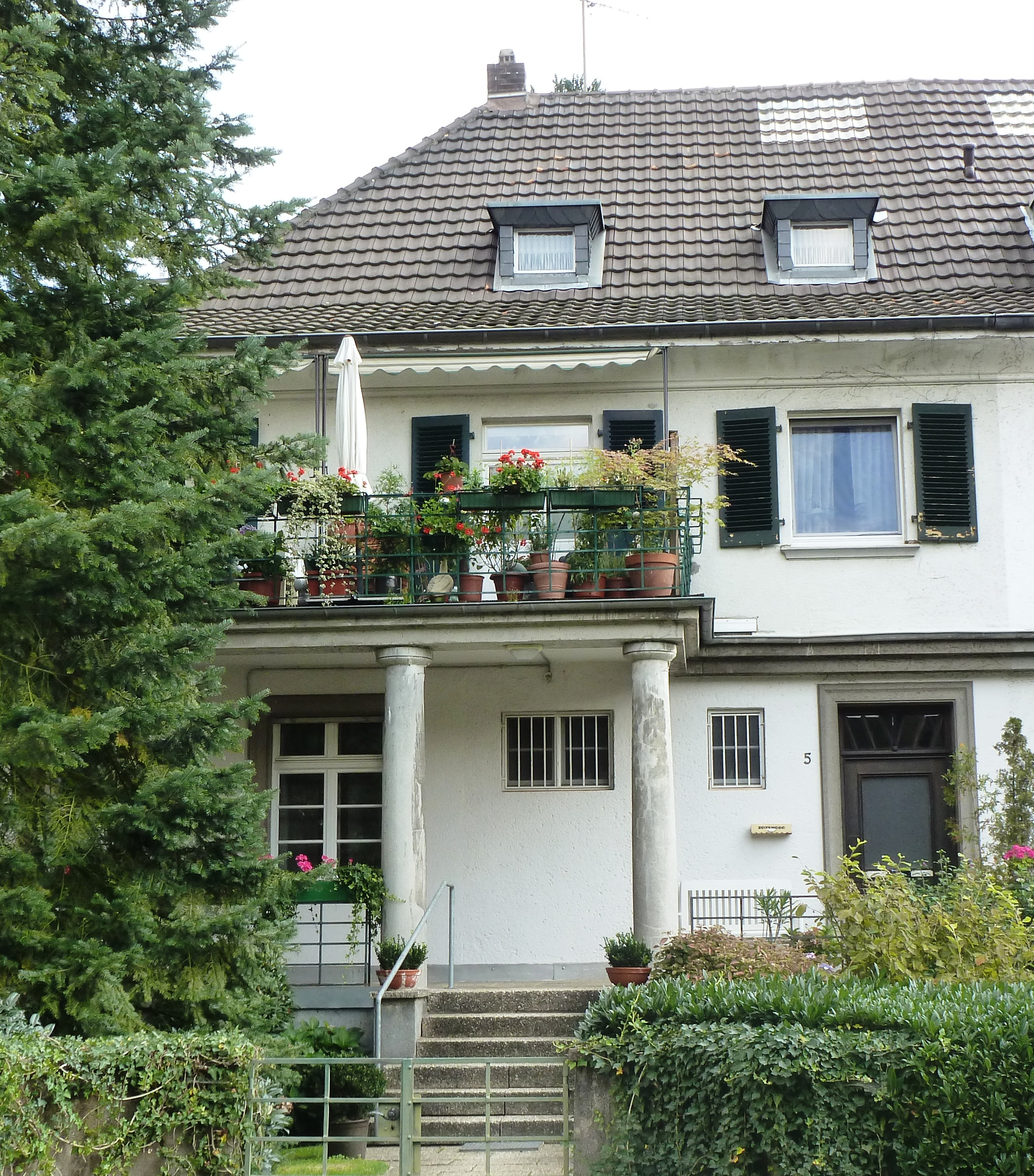
Das denkmalgeschützte Haus Waldhausstr. 5 in Köln (2011)

In Weimar lernte sie Henry van de Velde kennen, der ihr empfahl, das Studium an der Kunstschule abzubrechen und an die neugegründete Kunstgewerbeschule Weimar zu wechseln. Ab 1908 besuchte sie dort die Klassen für Zeichnen und Kunstweberei und spezialisierte sich anschließend auf die Herstellung künstlerischer Batik-Stoffe; an der Kunstgewerbeschule arbeitete sie unter Erica von Scheel, der späteren Ehefrau des Malers Ivo Hauptmann. 1909 stellte sie, gemeinsam mit Carla Möller, Grete Steinmetz und Margit Trotzig, im Kunstverein Jena aus.
1911 übersiedelte sie nach München und heiratete im darauffolgenden Jahr den Maler William Pechuel-Lösche (1885–1959), Sohn des Geografen Eduard Pechuel-Loesche, den sie während des Studiums in Weimar kennengelernt hatte. Nachdem der Heirat konnte sie, aufgrund des elterlichen Vermögens ihres Ehemannes, in einer großbürgerlichen Villa leben und je nach Neigung tätig werden. Von 1912 bis 1914 besuchte sie die Kunstakademie München und bildete sich bei Leonie Dübbers und Adelbert Niemeyer weiter.
Ihr Ehemann und sie verkehrten in den Spitzen der Münchner Gesellschaft sowie in Künstlerkreisen und führten ein offenes Haus; dazu standen unter anderem in freundschaftlichem Kontakt mit dem Impressionisten Leo Putz. 1920 zog das Paar nach Köln um und führte eine Kunstwerkstätte in der Waldhausstraße 5 in Köln-Thielenbruch.
Nach der Inflation und der Währungsreform verloren sie ihr gesamtes Vermögen, so dass Agnes Pechuel-Lösche gezwungen war, Batik-Arbeiten in Form von Wandbehängen und Schals in Kunstgewerbeläden anzubieten. Sie wurde dadurch zu einer der erfolgreichsten Kunstgewerblerinnen Deutschlands und war jährlich auf der Leipziger Messe vertreten.
1956 stellte sie zusammen mit ihrem Bruder in Husum im Nissenhaus und im Städtischen Museum in Flensburg aus.

## Mitgliedschaften
Agnes Pechuel-Lösche war 1947 bei dem ersten Versuch einer Neugründung der GEDOK Köln beteiligt. Nachdem diese Initiative jedoch erst einmal zum Erliegen gekommen war, war sie ab 1953 ein aktives Mitglied; so fungierte sie 1955 als eine von drei Fachbeirätinnen für Angewandte Kunst. Am 7. September 1955 besuchte die GEDOK-Gruppe Köln sie in ihrer Batikwerkstatt; dort erläuterte sie verschiedene Batiktechniken.

## Ausstellungen
- 1909: Ausstellung im Kunstverein Jena
- 1932: zusammen mit Alexandra Ahlers-Hestermann und Elsa Schultz in Köln
- 1933: Ausstellung von modischen Frühjahrsneuheiten
- 1955: Jahresausstellung Kölner Künstler[3]
- 1956: Beteiligung bei einer Ausstellung im Kölnischen Kunstverein mit Batiken und Aquarellen
- 1956: Ausstellung zusammen mit ihrem Bruder im Nissenhaus in Husum

## Werke (Auswahl)
- Nissenhaus, Husum.